# ريان فرنسيس
ريان هولمان (بالهولندية: Ryan Holman)‏ هو لاعب كرة قدم هولندي، ولد في 5 يوليو 1986 في لاهاي في هولندا. لعب مع Ter Leede ‏.